# Laurent Wauquiez

Laurent Wauquiez (2018)

Laurent Timothée Marie Wauquiez (* 12. April 1975 in Lyon) ist ein französischer Politiker (Les Républicains). Er war von Juni 2011 bis Mai 2012 Minister für Hochschulen und Wissenschaft und ist seit Januar 2016 Präsident der Region Auvergne-Rhône-Alpes. Von Dezember 2017 bis Anfang Juni 2019 war er Parteivorsitzender der Républicains.
Wauquiez kehrte nach der Parlamentswahl am 7. Juli 2024 nach Paris zurück und wird Fraktionschef der Republikaner.

## Herkunft und Ausbildung
Wauquiez entstammt einer Industriellenfamilie aus der Region Tourcoing (Département Nord), die über Generationen eine Gerberei betrieb. Sein Großvater gründete 1965 die Segelyacht-Werft Wauquiez. Sein Vater Philippe Wauquiez war Direktor der Skandinavien-Abteilung der Banque Indosuez und leitete eine Investitionsberatungsfirma, seine Mutter Éliane Wauquiez-Motte war von 2008	bis 2020 Bürgermeisterin des Ortes Le Chambon-sur-Lignon (Département Haute-Loire) in der Auvergne, wo die Familie einen Zweitwohnsitz hatte.
Nach dem Baccalauréat am elitären Pariser Lycée Louis-le-Grand und den Vorbereitungsklassen am Lycée Henri IV bestand Wauquiez 1994 die Aufnahmeprüfung für ein Geschichtsstudium an der École normale supérieure. An der Université Paris 1 Panthéon-Sorbonne schloss er 1996 die Maîtrise ab, im Jahr darauf bestand er die Agrégation (Staatsprüfung für das höhere Lehramt) in Geschichte. Nach weiteren Studien an der Sciences Po und einem Diplôme d’études approfondies in öffentlichem Recht gelang ihm 1999 die Aufnahme in die École nationale d’administration (ENA), die Elite-Verwaltungshochschule Frankreichs, wo er Jahrgangsbester des Abschlussjahres 2001 wurde. Bei einem Praktikum in der französischen Botschaft in Kairo und weiteren Aufenthalten lernte er Arabisch.

## Einstieg in die Politik
Bereits in den 1990er Jahren wurde der Sozialminister Jacques Barrot (UDF) auf Wauquiez aufmerksam, der 1997 als Student der Sciences Po ein Praktikum im Rathaus von Yssingeaux machte, wo Barrot im Nebenamt Bürgermeister war. Bei der Parlamentswahl 2002 nominierte Barrot – inzwischen zur neu gegründeten Mitte-rechts-Sammelpartei UMP gewechselt – Wauquiez als seinen Ersatzkandidaten (suppléant) im 1. Wahlkreis des Départements Haute-Loire. Ideologisch folgte dieser aber nicht der christdemokratischen Linie Barrots, sondern wurde vielmehr von dem Rechtsnationalisten Patrick Buisson geprägt, der Anfang der 2000er-Jahre auch den Innenminister Nicolas Sarkozy beriet.
Nach dem Abgang von der ENA wurde Wauquiez Beamter beim Conseil d’État. Als Jacques Barrot 2004 in die Europäische Kommission wechselte, wurde Wauquiez von der UMP als Kandidat für dessen frei werdenden Parlamentssitz in der Nationalversammlung nominiert. Er gewann die Nachwahl mit 62,4 Prozent in der Stichwahl und wurde mit 29 Jahren der damals jüngste Abgeordnete im französischen Parlament. Er wirkte dort als Berichterstatter für einen Gesetzentwurf des damaligen Erziehungsministers François Fillon (UMP).
Im Herbst 2005 schloss er sich Nicolas Sarkozy an, seinerzeit Innenminister und Parteivorsitzender der UMP, der ihn ins Sekretariat der Partei berief, wo Wauquiez dem stellvertretenden Generalsekretär Brice Hortefeux zuarbeitete. 2006 veröffentlichte er ein Buch über seine Zeit als junger Abgeordneter und die Absurditäten des politischen Lebens in Frankreich, wodurch er sich als Medienpersönlichkeit etablierte.

## Regierungsämter

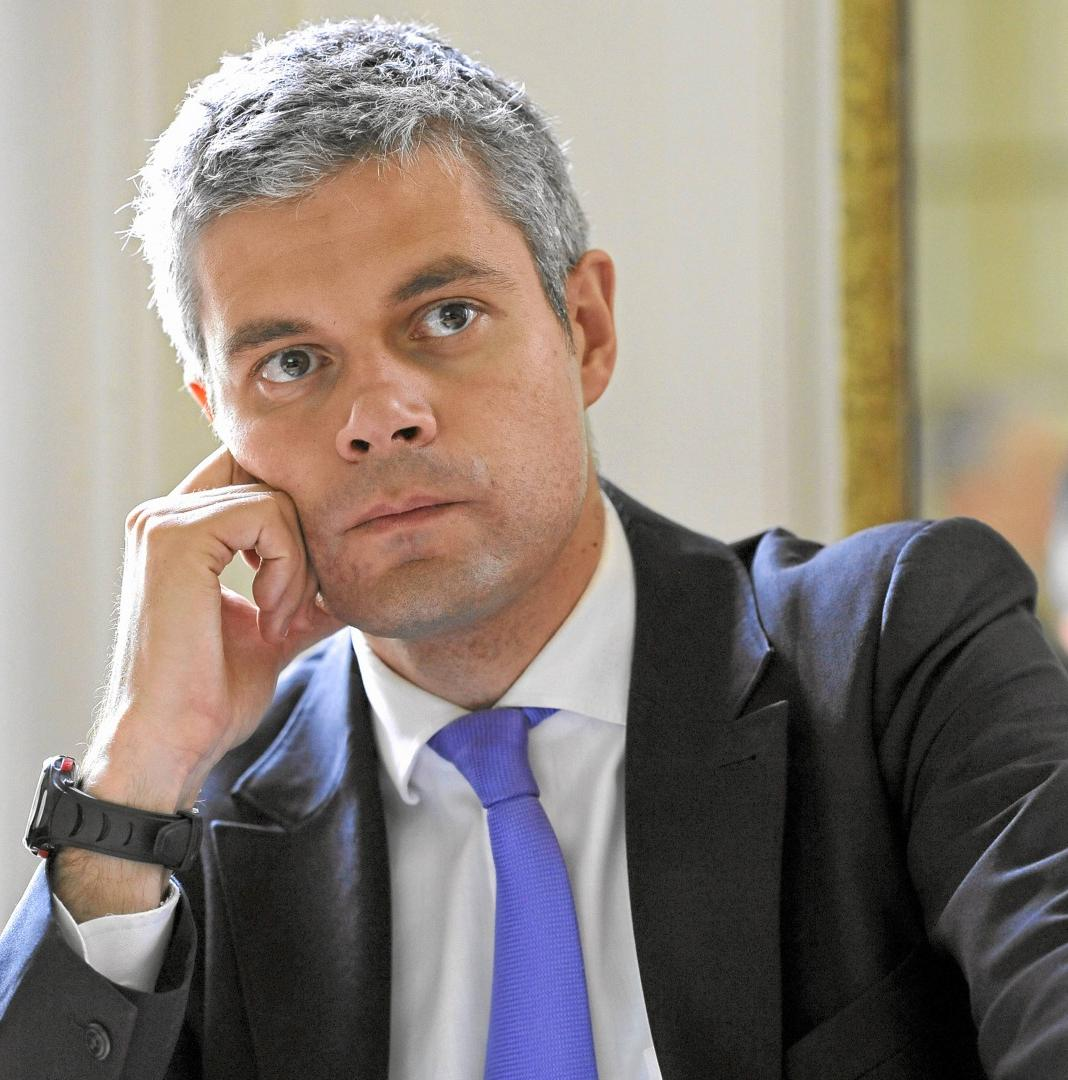
Wauquiez im Jahr 2010

Nach der Parlamentswahl 2007 und der Bestätigung seines Abgeordnetenmandats wurde Wauquiez zum Regierungssprecher des Kabinetts Fillon II im Rang eines Staatssekretärs berufen. Bei einer folgenden Kabinettsumbildung wechselte er im März 2008 vom Regierungssprecherposten in das Ministerium für Wirtschaft, Industrie und Arbeit unter Christine Lagarde, wo er Staatssekretär für Arbeit wurde. Seit den Kommunalwahlen 2008 war er zudem bis Anfang 2016 Bürgermeister von Le Puy-en-Velay, der Hauptstadt des Départements Haute-Loire (zuletzt 2014 bestätigt).
Im November 2010 stieg er im Kabinett Fillon III zum beigeordneten Minister für Europaangelegenheiten unter Außenministerin Michèle Alliot-Marie auf, im Juni 2011 als Nachfolger von Valérie Pécresse zum Minister für Hochschulen und Wissenschaft. Nach der Wahl des Sozialisten François Hollande zum Staatspräsidenten trat im Mai 2012 die gesamte Regierung des Premierministers François Fillon zurück, damit schied auch Wauquiez aus der Regierung aus. Anschließend war er bis 2017 wieder Abgeordneter seines Wahlkreises in der Nationalversammlung.
Bei der Regionalwahl in der neugebildeten Region Auvergne-Rhône-Alpes im November 2015 trat Wauquiez für die Républicains als Spitzenkandidat an, was die zentristische Partei MoDem als Problem ansah, weil sie Schwierigkeiten hatte, den als rechtspopulistisch angesehenen Wauquiez zu unterstützen. Wauquiez’ Mitte-rechts-Liste mehrerer Parteien unter der Führung der Républicains (der sich schließlich auch MoDem anschloss) gewann die Wahl im zweiten Durchgang mit 113 von 204 Abgeordneten, sodass er am 4. Januar 2016 zum Präsidenten des Regionalrats von Auvergne-Rhône-Alpes gewählt wurde.

## Parteikarriere
Bei der Parlamentswahl 2012 verteidigte Wauquiez seinen Sitz in der Nationalversammlung und stellte sich im Machtkampf der UMP an die Seite François Fillons. Er war dessen Kandidat für das Amt des stellvertretenden Parteivorsitzenden, der aber beim Parteitag im November 2012 Jean-François Copé unterlag. In der folgenden Parteikrise wurde Wauquiez im Januar 2013 doch einer der – inzwischen sechs – stellvertretenden Vorsitzenden der UMP.
Als Nicolas Sarkozy 2014 wieder die Führung der UMP übernahm, sicherte ihm Wauquiez seine Unterstützung zu, was von vielen als Verrat betrachtet wurde, da er zuvor als Kritiker des früheren Präsidenten und seiner Regierungszeit hervorgetreten war. Daraufhin wurde er im Herbst 2014 Generalsekretär der UMP und hatte damit die dritthöchste Position nach dem Vorsitzenden und der stellvertretenden Vorsitzenden Nathalie Kosciusko-Morizet inne. Nach der Umgründung der UMP im Mai 2015, die seitdem Les Républicains heißt, ist er seit Anfang Juni 2015 deren Generalsekretär. Im Dezember 2015 profitierte er von Kosciusko-Morizets Absetzung nach ihrer Kritik gegen Sarkozy und wurde stellvertretender Vorsitzender. Ab Ende August 2016 war er kommissarischer Vorsitzender der Partei, da Sarkozy für seine Präsidentschaftskandidatur zu den Vorwahlen zurücktrat. Nach der Wahl von François Fillon zum Präsidentschaftskandidaten der Republikaner Ende November 2016 wurde Wauquiez wieder zum ersten Vizepräsidenten der Partei ernannt, während Fillon de facto die Parteiführung übernahm.
Am 10. Dezember 2017 wählten die Republikaner Wauquiez zu ihrem neuen Parteivorsitzenden.
Nach den schlechten Wahlergebnissen seiner Partei bei den Europawahlen im Mai 2019 trat er am 1. Juni 2019 vom Parteivorsitz zurück.

## Politische Positionen
Wauquiez gehört dem rechten, gaullistischen Flügel der Republikaner an. 2010 gründete er den Think Tank Droite sociale, um innerhalb der Partei Ideen für eine Sozialpolitik zu entwickeln, die der Dominanz linker Parteien auf diesem Gebiet begegnen sollen. Er ist als Kritiker der gleichgeschlechtlichen Ehe und der Europäischen Union hervorgetreten. In seinem EU-skeptischen Buch Europe: il faut tout changer (deutsch Europa: Es muss sich alles ändern), das im Europawahlkampf 2014 erschien, forderte er, das Schengen-Abkommen aufzugeben und die Europäische Union auf einen Kern von sechs Staaten zu beschränken, was auch parteiintern scharfe Kritik hervorrief. So hielt der damalige Parteichef Copé Wauquiez Populismus vor. „In der Frage der Einwanderungspolitik hat Wauquiez die Partei Nicolas Sarkozys auf Positionen festgelegt, die denen des ungarischen Ministerpräsidenten Viktor Orbán nahekommen.“

## Belege
1. ↑  faz.net: Der Republikaner, den Macrons Leute umwerben
2. ↑  Laurent de Boissieu: Les ancrages de Laurent Wauquiez. In: La Croix, 10. Juni 2018.
3. ↑  Adrien Morcuende: Elections régionales: En Rhône-Alpes-Auvergne, le MoDem s’allie finalement aux Républicains. In: Le Monde, 24. Juli 2015 (französisch).
4. ↑  Alexandre Lemarié: Hortefeux, Ciotti, Morano… L’organigramme complet de la direction de l’UMP. (Memento vom 18. Januar 2013 im Internet Archive) In: Le Monde, 15. Januar 2013 (französisch).
5. ↑  Mael Thierry: Wauquiez soutient Sarkozy: Le retour au bercail d’un ambitieux. In: L’Obs, 11. September 2014 (französisch); Ariane Chemin, Alexandre Lemarié: Laurent Wauquiez, le « bad boy » de la droite. In: Le Monde, 21. Mai 2015 (französisch).
6. ↑  Arthur Berdah: NKM et Wauquiez confirmés dans le nouvel organigramme des Républicains. In: Le Figaro, 2. Juni 2015 (französisch).
7. ↑  Bernard Accoyer nommé secrétaire général du parti Les Républicains. In: Le Monde (online). 29. November 2016, abgerufen am 1. Dezember 2016 (französisch).
8. ↑  Frankreich: Laurent Wauquiez ist neuer Republikaner-Chef. In: Spiegel Online. 11. Dezember 2017, abgerufen am 9. Juni 2018.
9. ↑  Droite Sociale. Webpräsenz des Think Tanks; Vanessa Schneider: Wauquiez veut „lutter contre les profiteurs du haut et les profiteurs du bas“. In: Le Monde, 26. Oktober 2011 (französisch).
10. ↑  Laurent Wauquiez sur le mariage homo: suicide médiatique ou stratégie politique? (Memento vom 3. März 2016 im Internet Archive) In: Journalism On Line, 19. November 2013 (französisch).
11. ↑  Matthieu Deprieck: Trop euro-critique, Wauquiez vit un grand moment de solitude à l’UMP. In: L’Express, 16. April 2014 (französisch).
12. ↑  FAZ, 25. September 2018, S. 8.

| Personendaten    | Personendaten                                                                |
| ---------------- | ---------------------------------------------------------------------------- |
| NAME             | Wauquiez, Laurent                                                            |
| ALTERNATIVNAMEN  | Wauquiez, Laurent Timothée Marie (vollständiger Name)                        |
| KURZBESCHREIBUNG | französischer Politiker (UMP), Mitglied der Nationalversammlung und Minister |
| GEBURTSDATUM     | 12. April 1975                                                               |
| GEBURTSORT       | Lyon                                                                         |